# Avis (Pennsilvània)
Avis és una població dels Estats Units a l'estat de Pennsilvània. Segons el cens del 2000 tenia 1.492 habitants.

## Demografia
Segons el cens del 2000, Avis tenia 1.492 habitants, 633 habitatges, i 417 famílies. La densitat de població era de 1.175,6 habitants per quilòmetre quadrat.
Dels 633 habitatges en un 29,9% hi vivien nens de menys de 18 anys, en un 54% hi vivien parelles casades, en un 8,1% dones solteres, i en un 34% no eren unitats familiars. En el 29,7% dels habitatges hi vivien persones soles el 17,4% de les quals corresponia a persones de 65 anys o més que vivien soles. El nombre mitjà de persones vivint en cada habitatge era de 2,35 i el nombre mitjà de persones que vivien en cada família era de 2,91.
Per edats la població es repartia de la següent manera: un 23,3% tenia menys de 18 anys, un 8% entre 18 i 24, un 27,3% entre 25 i 44, un 22,3% de 45 a 60 i un 19,2% 65 anys o més.
L'edat mediana era de 40 anys. Per cada 100 dones de 18 o més anys hi havia 91,9 homes.
La renda mediana per habitatge era de 31.083 $ i la renda mediana per família de 39.167 $. Els homes tenien una renda mediana de 30.250 $ mentre que les dones 18.942 $. La renda per capita de la població era de 16.371 $. Entorn del 6,5% de les famílies i el 9,8% de la població estaven per davall del llindar de pobresa.

## Poblacions més properes
El següent diagrama mostra les poblacions més properes.